# Comune di Midtdjurs
Il comune di Midtdjurs, fino al 1º gennaio 2007 è stato un comune danese situato nella contea di Århus, il comune aveva una popolazione di 7 763 abitanti (2005) e una superficie di 179 km². Capoluogo era la cittadina di Kolind.
Dal 1º gennaio 2007, con l'entrata in vigore della riforma amministrativa, il comune è stato soppresso e accorpato ai comuni di Rosenholm, Ebeltoft e Rønde per dare luogo al neo-costituito comune di Syddjurs compreso nella regione dello Jutland Centrale (Midtjylland).